# Liste de famines
Cet article présente la liste des grandes famines qui ont touché diverses parties du monde.

## Liste de famines
| Date                     | Événement | Localisation                                                   | Nombre de morts estimés                                         |
| ------------------------ | --- | -------------------------------------------------------------- | --------------------------------------------------------------- |
| 441 av J-C               | Rome antique. |                                                                |                                                                 |
| 32                       | Famine à Rome. | Italie                                                         |                                                                 |
| 400-800                  | Série de famines en Europe de l'Ouest associées à la chute de Rome,. | Europe de l'Ouest                                              |                                                                 |
| 639                      | Pendant le Califat d'Omar ibn al-Khattâb. | Arabie                                                         |                                                                 |
| 750+                     | | Espagne                                                        |                                                                 |
| 800-1000 AD              | Sécheresse sévère qui a provoqué la perte de plusieurs millions de Mayas,. | Empire maya                                                    |                                                                 |
| 809                      | | Empire franc                                                   |                                                                 |
| 859-860                  | Grands froids suivis de famine, d'épidémies,. | France                                                         |                                                                 |
| 874-875                  | Grands froids suivis de famine, d'épidémies,. | France                                                         | Près d'un tiers de la population en France (environ 2 millions) |
| 875-884                  | Rébellion de paysans en Chine à cause de la famine,. | Chine                                                          |                                                                 |
| 927-928                  | Quatre mois de gel,. | Empire byzantin                                                |                                                                 |
| 974-975                  | Grands froids suivis de famine, d'épidémies,. | France                                                         | Un tiers de la population en France (environ 2 millions)        |
| 1005                     | | Angleterre                                                     |                                                                 |
| 1006                     | Venise et aussi en 1268. | Italie (d'aujourd'hui)                                         |                                                                 |
| 1016                     | Famine à travers l'Europe. | Europe                                                         |                                                                 |
| 1022, 1033, 1052         | Grandes famines en Inde, plusieurs provinces dont l'Hindustan furent dépeuplées. | Inde                                                           |                                                                 |
| 1064-1072                | Famine de sept ans en Égypte. | Égypte                                                         |                                                                 |
| 1097                     | Famine et peste. | France                                                         | 100 000                                                         |
| 1230                     | Famine dans la République de Novgorod,. | Russie                                                         |                                                                 |
| 1229-1232                | La famine de Kangi, probablement la pire du Japon, causée par des éruptions volcaniques. | Japon                                                          |                                                                 |
| 1235                     | Famine en Angleterre. | Angleterre                                                     | 20 000 morts rien qu'à Londres[réf. nécessaire]                 |
| 1255                     | Famine au Portugal. | Portugal                                                       |                                                                 |
| 1275-1299                | Chute de la civilisation Anasazis, causée par une famine. | États-Unis (d'aujourd'hui)                                     |                                                                 |
| 1315-1317                | Grande famine de 1315-1317. | Europe                                                         |                                                                 |
| 1333-1337                | | Chine                                                          |                                                                 |
| 1344-1345                | Grande famine en Inde. | Inde                                                           |                                                                 |
| 1347                     | Grande famine touchant l'ensemble du continent européen, et coïncidant avec le début de la peste noire. | Europe                                                         |                                                                 |
| 1387                     | Après que Tamerlan eut quitté l'Asie mineure, plusieurs famines ont suivi[réf. nécessaire]. | Anatolie                                                       |                                                                 |
| 1396-1407                | La famine Durga Devi. | Inde                                                           |                                                                 |
| 1441                     | Famine au Mayapan. | Mexique (d'aujourd'hui)                                        |                                                                 |
| 1450-1454                | Famine chez les Aztèques, ce qu'ils ont interprété comme le besoin de plus de sacrifices humains. | Mexique (d'aujourd'hui)                                        |                                                                 |
| 1460-1461                | Famine de Kanshō[réf. nécessaire]. | Japon                                                          |                                                                 |
| 1504                     | | Espagne                                                        |                                                                 |
| 1528                     | Famine en Languedoc. | France                                                         |                                                                 |
| 1535                     | Famine du Tigray,. | Éthiopie                                                       |                                                                 |
| 1567-1570                | Famine dans le Harar, combinée à la peste[réf. nécessaire]. L'émir de Harar meurt. | Éthiopie                                                       |                                                                 |
| 1586                     | Famine en Angleterre qui a abouti à la création de la « loi sur les pauvres ». | Angleterre                                                     |                                                                 |
| 1601-1603                | L'une des pires famines de Russie ; a tué 100 000 personne à Moscou et 1/3 des sujets du tsar Godounov,. Elle a aussi a tué la moitié de la population d'Estonie.                                                               | Russie                                                         | 2 millions                                                      |
| 1618-1648                | Famines en Europe causées par la guerre de Trente Ans. | Europe                                                         |                                                                 |
| 1619                     | Famine pendant la dynastie Shogunat Tokugawa, époque d'Edo, 154 famines ont été recensées dont 21 sérieuses et étendues. | Japon                                                          |                                                                 |
| 1630-1631                | Famine du Deccan de 1630-1632 et Nord-Ouest de la Chine, causant la chute de la dynastie Ming en 1644. | Inde, Chine                                                    | 2 millions                                                      |
| 1648-1660                | Déluge en Pologne, perte estimée à 1/3 de la population à cause de guerres, famine et peste. | Pologne                                                        |                                                                 |
| 1649                     | Famine dans le nord de l'Angleterre. | Angleterre                                                     |                                                                 |
| 1650-1652                | Famine dans l'Est de la France. | France                                                         |                                                                 |
| 1651-1653                | Famine en Irlande causée par la Conquête cromwellienne de l'Irlande. | Irlande                                                        |                                                                 |
| 1661                     | Famine en Inde, pas de pluies pendant deux ans,. | Inde                                                           |                                                                 |
| 1661-1662                | Crise de l'avènement. | France                                                         |                                                                 |
| 1669                     | Famine dans le Bengale. | Inde                                                           |                                                                 |
| 1670+ et 1680+           | Peste et famines en Espagne[réf. nécessaire]. | Espagne                                                        |                                                                 |
| 1680                     | Famine en Sardaigne. | Italie (d'aujourd'hui)                                         | 80 000                                                          |
| 1680+                    | Famine au Sahel. |                                                                |                                                                 |
| 1690+                    | Famine en Écosse qui a tué 15 % de la population. | Écosse                                                         |                                                                 |
| 1693-1694                | Grande famine de 1693-1694. | France                                                         | 2 millions,                                                     |
| 1695-1697                | Grande Famine d’Estonie (en), tuant 1/5 des populations d'Estonie, faisant 70 000 à 75 000 morts en Livonie et 80 000 à 100 000 en Suède.                                                                                       | Empire suédois, dont le duché d'Estonie et la Livonie suédoise |                                                                 |
| 1696-1697                | Grande famine de Finlande. | Finlande, faisant alors partie de la Suède                     | près d'un tiers de la population                                |
| 1702-1704                | Famine dans le Deccan. | Inde                                                           | 1,5 million                                                     |
| 1708-1711                | Famine en province de Prusse-Orientale tuant environ 250 000 personnes ou 41 % de la population. | Province de Prusse-Orientale                                   | 250 000                                                         |
| 1709-1710                | Grande famine de 1709. | France                                                         | 600 000                                                         |
| 1722                     | | Arabie                                                         |                                                                 |
| 1727-1728                | Famine dans le Midlands. | Angleterre                                                     |                                                                 |
| 1732                     | Famine dans l'ouest du Japon à la suite d'une invasion de cicadelles. | Japon                                                          |                                                                 |
| 1738-1756                | Famine en Afrique de l'Ouest, la moitié de la population de Tombouctou meurt de faim. | Afrique de l'Ouest                                             |                                                                 |
| 1740-1741                | Famine irlandaise de 1740-1741. | Irlande                                                        |                                                                 |
| 1750-1756                | Famine dans la région de Senegambie. | Sénégal, Gambie (d'aujourd'hui)                                |                                                                 |
| 1764                     | Famine à Naples. | Italie (d'aujourd'hui)                                         |                                                                 |
| 1769-1773                | Famine du Bengale de 1770. | Inde                                                           | 15 millions, soit 1/3 de la population                          |
| 1770-1771                | Famines en Bohème et Moravie qui ont provoqué plusieurs centaines de milliers de morts. | Tchéquie (d'aujourd'hui)                                       |                                                                 |
| 1771-1772                | Famine dans la Saxe et le sud de l'Allemagne. | Allemagne                                                      |                                                                 |
| 1773                     | Famine en Suède. | Suède                                                          |                                                                 |
| 1779                     | Famine à Rabat. | Maroc                                                          |                                                                 |
| 1780+                    | Grande famine Tenmei. | Japon                                                          | 20 000 à 920 000                                                |
| 1783                     | Famine en Islande causée par l'éruption des Lakagígar, a tué 1/5e de la population du pays. | Islande                                                        |                                                                 |
| 1783-1784                | Famine Chalisa. | Inde                                                           | 11 millions                                                     |
| 1784                     | Famine à travers l'Égypte. | Égypte                                                         |                                                                 |
| 1784-1785                | Famine en Tunisie qui a tué 1/5e de la totalité des Tunisiens[réf. nécessaire]. | Tunisie                                                        |                                                                 |
| 1788                     | Famines[réf. nécessaire] peut-être liées à El Niño ou à l'éruption de 1783 des Lakagígar en Islande,. | France[réf. nécessaire]                                        |                                                                 |
| 1789                     | Famines en Éthiopie dans l'Amhara/Tigray du Nord. |                                                                |                                                                 |
| 1789-92                  | Famine Doji bara. | Inde                                                           |                                                                 |
| 1810, 1811, 1846 et 1849 | Famines en Chine. | Chine                                                          | 45 millions                                                     |
| 1811-1812                | Une famine dévaste Madrid. | Espagne                                                        | 20 000                                                          |
| 1815                     | Éruption du Tambora, en Indonésie, qui a provoqué une famine. | Indonésie                                                      | plusieurs dizaines de milliers                                  |
| 1816-1817                | L'année sans été. | Europe                                                         | 65 000                                                          |
| 1830-1833                | Cette famine a tué 42 % de la population. | Cap-Vert                                                       | 30 000                                                          |
| 1830+                    | Famine Tenpo. | Japon                                                          |                                                                 |
| 1837-1838                | Famine d'Agra de 1837-38. | Inde                                                           |                                                                 |
| 1845-1857                | Famine de la pomme de terre dans les Highlands. | Écosse                                                         |                                                                 |
| 1845-1849                | Grande famine en Irlande tuant plus d'un million de personnes et en entraînant 1,5 à 2 millions à émigrer. | Irlande                                                        | 1,5 million                                                     |
| 1846                     | La famine a forcé les paysans à la révolte dite « Maria da Fonte »[réf. nécessaire] dans le nord du Portugal. | Portugal                                                       |                                                                 |
| 1850-1873                | Sécheresse et famines dues à la Révolte des Taiping sous la Dynastie Qing. | Chine                                                          | 60 millions                                                     |
| 1866                     | Famine en Inde de 1866 à Orissa. | Inde                                                           | 1 million                                                       |
| 1866-1868                | Famine de Finlande de 1866-1868. Environ 15 % de la population a péri. | Finlande, nord de la Suède                                     | + de 150 000                                                    |
| 1869                     | Famine au Rajputana en 1869. | Inde                                                           | 1,5 million                                                     |
| 1870-1871                | Famine en Perse. | Iran (d'aujourd'hui)                                           | 2 millions                                                      |
| 1873-74                  | Famine de Bihar 1873-74. Mortalité évitée par une campagne massive. | Inde                                                           | 0                                                               |
| 1873-1874                | Famine en Anatolie causée par des sécheresses et des inondations,. | Turquie (d'aujourd'hui)                                        |                                                                 |
| 1876-1879                | Famine mondiale. | Océanie, Asie, Afrique, Amérique du Sud, Amérique du Nord      | 30 à 60 millions de morts,                                      |
| 1879                     | Famine irlandaise de 1879. Contrairement à la famine précédente, elle a causé de la colère et épuisé les stocks, mais il y a eu peu de morts.                                                                                   | Irlande                                                        |                                                                 |
| 1878-1880                | Famine sur l'Île Saint-Laurent, Alaska. | États-Unis                                                     |                                                                 |
| 1888-1892                | Famines en Éthiopie, environ 1/3 de la population est emportée,. Dans ces conditions le choléra se répand (1889-92), le typhus et la variole (1889-90).                                                                         | Éthiopie                                                       |                                                                 |
| 1891-1892                | | Russie                                                         | 375 000 à 500 000,                                              |
| 1896-1897                | El Niño cause des famines dans le Nord de la Chine. | Chine                                                          |                                                                 |
| 1896-1902                | El Niño cause des famines en Inde. | Inde                                                           |                                                                 |
| 1907, 1911               | Famines dans le centre-est de la Chine | Chine                                                          | 25 millions                                                     |
| 1914-1918                | Grande famine du Mont-Liban durant la Première Guerre mondiale | Liban                                                          | 150 000 à 155 000                                               |
| 1916-1917                | Famine causée par le blocus imposé par les Britanniques pendant la première guerre mondiale | Allemagne                                                      |                                                                 |
| 1916-1917                | Famine l'hiver en Russie[réf. nécessaire] | Russie                                                         |                                                                 |
| 1917-1919                | Famine en Perse tuant 1/4 de la population du nord du pays | Iran (d'aujourd'hui)                                           |                                                                 |
| 1917-1921                | Une série de famines dans le Turkestan associée à la révolution Bolchevique | Turkestan                                                      | 1/6e de la population                                           |
| 1921                     | Famine soviétique de 1921-1922 | Russie                                                         | 5 millions                                                      |
| 1921-1922                | Famine du Tatarstan | Russie                                                         | 2 millions                                                      |
| 1921-1922                | Famine chez les Allemands de la Volga colonies en Russie, environ 1/3 de la population a péri | Russie                                                         |                                                                 |
| 1928-1929                | Famine au Ruanda-Urundi, causant une large migrations vers le Congo | Rwanda et Burundi (d'aujourd'hui)                              |                                                                 |
| 1928-1930                | Famine chinoise de 1928-1930. | Chine                                                          | 3 millions                                                      |
| 1931                     | Famine de l'Ouest du Niger. | Niger                                                          | Plusieurs dizaines milliers de morts et de déplacés             |
| 1931-1933                | Famines soviétiques de 1931-1933 en Russie, Kazakhstan, Ukraine et le Nord Caucase. | Union Soviétique                                               | 7 à 10 millions                                                 |
| 1936                     | | Chine                                                          | 5 millions                                                      |
| 1940-1948                | Famine au Maroc entre 1940-1948, à cause du régime de « ravitaillement » instauré par la France. | Maroc                                                          | 200 000 morts                                                   |
| 1940-1943                | Famine dans le Ghetto de Varsovie | Pologne                                                        |                                                                 |
| 1941-1944                | Siège de Léningrad famine causée par un blocus de 900 jours, environ un million de morts à Leningrad associé au froid −40 °C et aux bombes.                                                                                     | Russie                                                         | 1 million                                                       |
| 1941-1944                | Grande famine de Grèce liée à l'occupation de la Grèce,. | Grèce                                                          | 300 000                                                         |
| 1943                     | Famine du Bengale de 1943 | Bengale, Inde                                                  | de 1,5 à 7 millions                                             |
| 1943                     | Famine au Ruanda-Urundi, causée par des migrations vers le Congo, | Rwanda et Burundi (d'aujourd'hui)                              | 300 000                                                         |
| 1944                     | Famine aux Pays-Bas en 1944 pendant la Seconde Guerre mondiale, | Pays-Bas                                                       | 20 000                                                          |
| 1945                     | Famine de 1945 au Viêt Nam | Viêt Nam                                                       | 400 000 à 2 millions                                            |
| 1947                     | Famine soviétique de 1947 | Union soviétique                                               | 1 à 1,5 million,                                                |
| 1958                     | Famine du Tigray | Éthiopie                                                       | 100 000                                                         |
| 1959-1961                | La Grande famine en Chine. Selon les statistiques gouvernementales, plus de 15 millions de morts. | Chine                                                          | 15 millions,                                                    |
| 1967-1970                | Famine au Biafra causée par le blocus nigérian | Nigeria                                                        | 1 million                                                       |
| 1968-1972                | Sécheresse au Sahel causant une famine tuant un million de personnes, | Mauritanie, Mali, Tchad, Niger et Burkina Faso                 | 1 million                                                       |
| 1972-1973                | Famine en Éthiopie causée par la sécheresse et les manquements d'un gouvernement ce qui a conduit à la chute de Haïlé Sélassié et l'arrivée de la Derg                                                                          | Éthiopie                                                       | 60 000                                                          |
| 1973-1974                | Famine du Wollo | Éthiopie                                                       | 200 000                                                         |
| 1974                     | Famine au Bangladesh | Bangladesh                                                     | 1 million                                                       |
| 1975-1979                | Environ 2 millions de personnes ont perdu la vie sous le régime des Khmers rouges, associé à un génocide et à des famines | Cambodge                                                       |                                                                 |
| 1980-1981                | Famine causée par des conflits, | Ouganda                                                        | 30 000                                                          |
| 1984-1985                | Famines en Éthiopie | Éthiopie                                                       | 1 million                                                       |
| 1991-1992                | Famine en Somalie de 1991-1992 causée par la sécheresse et la guerre civile, | Somalie                                                        | 300 000                                                         |
| 1994                     | Famine en Corée du Nord,. Certains spécialistes l'estiment à 600 000 morts de faim, d'autres vont de 200 000 à 3,5 millions. | Corée du Nord                                                  | 200 000 à 3,5 millions                                          |
| 1998                     | Famine au Soudan causée par la guerre civile et la sécheresse | Soudan                                                         | 70 000                                                          |
| 1998-2000                | Famines en Éthiopie aggravées par la guerre Érythrée-Éthiopie | Éthiopie                                                       |                                                                 |
| 1998-2004                | Deuxième guerre du Congo. 3,8 millions morts de faim ou de maladies | République démocratique du Congo                               |                                                                 |
| 2011-2012                | Famine en Somalie, causée par la sécheresse de 2011 dans la Corne de l'Afrique, | Somalie                                                        | 260 000 morts                                                   |
| 2012                     | Famine en Afrique de l'Ouest causée par la sécheresse de 2012 au Sahel, | Sénégal, Gambie, Niger, Mauritanie, Mali, Burkina Faso         |                                                                 |
| 2016                     | Famine de 2017 au Soudan du Sud, 4,9 millions de personnes (la moitié de la population) nécessitent une aide alimentaire d'urgence, au moins 100 000 sont en danger imminent de mourir de faim                                  | Soudan du Sud                                                  | au moins 1 décès sur 5 000 habitants/jour                       |
| 2017                     | Famine en Somalie | Somalie                                                        | plus de 2 décès pour 10 000 habitants/jour                      |
| 2017                     | Famine au Yémen due au blocus maritime de l'Opération Restaurer l'espoir, 22,2 millions de personnes en besoin urgent d'aide humanitaire, dont 11,3 millions en état de famine, plus d'un million de cas de choléra (juin 2017) | Yémen                                                          | 1 300 du choléra et un nombre « massif » à prévoir de la famine |
| 2021                     | Famine de 2021 à Madagascar | Madagascar                                                     |                                                                 |